# George Koovakad
George Koovakad (Malayalam : ജോർജ് കൂവക്കാട്), né le 11 août 1973 à Chethipuzha-Thrippunithura, dans l'État du Kerala, en Inde est un prêtre indien syro-malabare et diplomate du Saint-Siège. Le pape François le crée cardinal au cours du consistoire du 7 décembre 2024. Il est préfet du Dicastère pour le dialogue interreligieux depuis 2025.

## Biographie
George Jacob Koovakad a fréquenté le petit séminaire Saint-Thomas à Kurichy. Il a ensuite étudié la philosophie et la théologie au Séminaire pontifical Saint-Joseph d'Aluva et à l'université pontificale de la Sainte-Croix de Rome. Il y obtient un baccalauréat en 2002 et une licence en 2004. Le 24 juillet 2004, il est ordonné prêtre pour l'archéparchie de Changanacherry (en) par l'archevêque Joseph Powathil (en).
Après son ordination, Koovakad a d'abord travaillé comme vicaire paroissial à la paroisse Sainte-Marie de Parel. Il poursuit ensuite ses études à l'Académie pontificale ecclésiastique de Rome. En outre, en juin 2006, il étudie à l'université pontificale de la Sainte-Croix sous Luis Navarro, présentant une thèse intitulée L'obligation de pauvreté des clercs laïcs dans les codes du Doctorat en droit canonique. Pendant ses études à Rome, il est aussi élève du Pontificio Collegio Internazionale Maria Mater Ecclesiae. George Koovakad entre au service diplomatique du Saint-Siège en 2006. Il a exercé au sein des nonciatures en Algérie (2006-2009), en Corée du Sud (2009-2012), en Iran (2012-2014), au Costa Rica (2014-2018) et au Venezuela (2018-2020). Le pape François lui a décerné le titre de chapelain de Sa Sainteté le 1er octobre 2014 et la dignité de prélat d'honneur le 13 décembre 2019. Depuis 2020, George Koovakad travaille à la Secrétairerie d'État du Saint-Siège et depuis le 12 septembre 2021, il y est chargé de planifier les voyages pontificaux.
Le 6 octobre 2024, le pape François annonce qu'il sera admis au Collège des cardinaux le 7 décembre 2024,,.
Le 25 octobre 2024, il est nommé archevêque titulaire de Nisibis des Chaldéens (de). Il est ordonné  comme tel le 24 novembre 2024 par Raphael Thattil.
Il est créé cardinal avec le titre de cardinal-diacre de Sant'Antonio di Padova a Circonvallazione Appia.
Le 11 janvier 2025, le pape le nomme membre du Dicastère pour les Églises orientales.
Le 24 janvier 2025, il est nommé préfet du Dicastère pour le dialogue interreligieux.

## Distinctions et rang ecclésiastique
- : Prêtre de l'Église catholique - 24 juillet 2004[10]
- : Chapelain de Sa Sainteté du 1er octobre 2014 au 13 décembre 2019[10]
- : Prélat d'honneur du 13 décembre 2019 au 25 octobre 2024[10]
- : Archevêque du 25 octobre 2024 au 7 décembre 2024[10]
- : Cardinal - 7 décembre 2024